# خوخووو
خوخووو (به لهستانی:  Chochłów) یک روستا در لهستان است که در گمینا دووخوبچوو واقع شده‌است. خوخووو ۴۰ نفر جمعیت دارد.